# UCI ProTeam
Az UCI ProTeam besorolásba tartozó csapatok az országúti-kerékpározás másodosztályát jelentik, az élvonal, azaz a WorldTeam mögött. A besorolást régebben Professional Continentalnak, vagy prokontinak is nevezték. Az ide besorolt csapatokra vonatkozó előírásokat részletesen meghatározza a Nemzetközi Kerékpáros-szövetség. A csapatok minimum versenyzői létszáma 20, maximum pedig 30 versenyzőjük lehet.
A ProTeam csapatok elsősorban a UCI regionális, Continental versenysorozataiban indulhatnak, de lehetőségük van részt venni meghívással a legnagyobb versenyeken, így a Grand Tourokon és a további World Tour, illetve ProSeries versenyeken is. A legjobb csapatokat az előző évi eredmény határozza meg, a World Team csapatok számától függően pedig változik a meghívott ProTeam csapatok száma is.
A 2023-ban ProTeam csapatok közül 2022-ben a Lotto Dstny és a Team TotalEnergies csapatok érték el a legjobb eredményt, így ez a két csapat kap valamennyi World Tour versenyre meghívást. Az Israel – Premier Tech érte el a harmadik legjobb eredményt, így az UCI szabályai alapján a Grand Tourok kivételével ez a csapat is valamennyi egyéb World Tour versenyre meghívást kap 2023-ban. A meghívást a csapat visszautasíthatja, szemben a WorldTeam csapatokkal, a ProTeam csapatok részvétele ezen versenyeken nem kötelező. A többi csapat részvétele szabadkártyákkal lehetséges, a kiválasztást az adott verseny szervezője teheti meg. Rendszeres, hogy az adott országból hívnak meg csapatokat, így pld. olasz versenyekre olasz csapatot, spanyol versenyekre spanyol csapatot, stb. Amennyiben valamely, automatikusan meghívást kapó ProTeam csapat az adott versenyen nem kíván részt venni, helyére szintén szabadkártyával hívhatnak meg a szervezők más csapatokat.
A World Team licenszeket hároméves időszakra adják ki, amely legutóbb 2022-ben járt le, a korábban ProTeam besorolású Alpecin-Deceuninck és az Arkéa–Samsic 2023-tól a legmagasabb szintű csapatok közt versenyez, míg a Lotto Dstny és az Israel – Premier Tech a ProTeam kategóriába sorolódott vissza. Mindkét csapat célja, hogy 2026-tól visszajusson a World Team csapatok közé, de hasonló céljai vannak a Team TotalEnergiesnek és az Uno-X-nek is.

## Csapatok (2023)
2023-ban összesen 18 csapat rendelkezik ProTeam licensszel, többségük európai.
| Csapatkód | Hivatalos csapatnév                | Ország        | Kontinens     |
| --------- | ---------------------------------- | ------------- | ------------- |
| BEB       | Bolton Equities Black Spoke        | Új-Zéland     | Óceánia       |
| BWB       | Bingoal WB                         | Belgium       | Európa        |
| BBH       | Burgos BH                          | Spanyolország | Európa        |
| CJR       | Caja Rural–Seguros RGA             | Spanyolország | Európa        |
| COR       | Team Corratec                      | ITA           | Európa        |
| EOK       | Eolo–Kometa                        | Olaszország   | Európa        |
| EKP       | Equipo Kern Pharma                 | Spanyolország | Európa        |
| EUS       | Euskaltel–Euskadi                  | Spanyolország | Európa        |
| GBF       | Green Project-Bardiani CSF-Faizanè | Olaszország   | Európa        |
| HPM       | Human Powered Health               | USA           | Észak-Amerika |
| IPT       | Israel – Premier Tech              | Izrael        | Ázsia         |
| LTD       | Lotto Dstny                        | Belgium       | Európa        |
| Q36       | Q36.5 Pro Cycling Team             | Svájc         | Európa        |
| TFB       | Team Flanders – Baloise            | Belgium       | Európa        |
| TNN       | Team Novo Nordisk                  | USA           | Észak-Amerika |
| TEN       | Team TotalEnergies                 | Franciaország | Európa        |
| TUD       | Tudor Pro Cycling Team             | Svájc         | Európa        |
| UXT       | Uno-X Pro Cycling Team             | Norvégia      | Európa        |

## 2022-ben történt változások
Az orosz-ukrán háború miatt a Nemzetközi Kerékpáros-szövetség 2022. március 1-én úgy döntött, hogy további döntésig az orosz és a belarusz kerékpárcsapatok nem vehetnek részt az UCI által rendezett versenyeken. Ez a ProTeam csapatok közül a Gazprom-RusVelot érinti. A döntés értelmében a nem Oroszországban, illetve Fehéroroszországban bejegyzett csapatoknál versenyző orosz és belarusz versenyzők további korlátozás nélkül versenyezhetnek.
2022 végén a korábbi francia ProTeam, a B&B Hotels–KTM az UCI pénzügyi feltételeit nem tudta teljesíteni, a csapat megszűnt. A Drone Hopper–Androni Giocattoli szintén nem rendelkezett a szükséges forrásokkal a 2023-as működéshez, így kolumbiai bejegyzésű Continental (harmadosztályú) csapatként folytatják 2023-tól.
2023-ban a korábbi kontinentális csapatok, a Bolton Equities Black Spoke és a Team Corratec ProTeam csapatként folytatják működésüket, míg a Q36.5 Pro Cycling Team és a Tudor Pro Cycling Team lényegében új csapatként indulnak a ProTeam kategóriában.

## Versenyzők a ProTeam csapatokban
Függetlenül attól, hogy a ProTeam csapatok csak a másodosztályt jelentik, a világ legjobb kerékpárversenyzői közül többen ilyen csapatoknál tekernek. 2023-ban ilyen besorolású csapatoknál teker Arnaud de Lie, Caleb Ewan, Victor Campanaerts (mindhárman Lotto Dstny); az Uno-X-hez átigazolt Alexander Kristoff; az Israel színeiben Dylan Teuns és Jakob Fuglsang; valamint Peter Sagan, Dries van Gestel, Simon Julien, Anthony Turgis, Alexis Vuillermoz (mindannyian Team TotalEnergies).
2023-ban három magyar versenyző szerepel ProTeam csapatokban: Fetter Erik a Eolo-Kometában, Peák Barnabás a Human Powered Health-ben, míg Kusztor Péter a Team Novo Nordiskban.